# إيان فالكونر
إيان وودورد فالكونر (بالإنجليزية: Ian Woodward Falconer)‏ مواليد 25 أغسطس 1959 مصور ومؤلف كتب أطفال ومصمم أزياء مسارح أمريكي. قام بتصميم 30 غلاف لمجلة النيويوركر وكذلك غيرها من المطبوعات. عُرف فالكونر من خلال سلسلة أوليفيا، التي تحتوي على خنزير صغير له الكثير من المغامرات.

## وصلات خارجية
- إيان فالكونر على موقع IMDb (الإنجليزية)
- إيان فالكونر  على قاعدة بيانات الخيال التأملي على الإنترنت